# Амзя (Нефтекамск)
Амзя (баш. Əмзə) — село в Башкортостане, относится к городскому округу город Нефтекамск.

## Географическое положение
Расположено в лесистой местности на левых берегах рек Буй и Амзя в месте их слияния. Находится в 17 км к северо-востоку от Нефтекамска (21 км по автодороге) и в 195 км к северо-западу от Уфы, примыкает к границе с Удмуртией.
Через село проходит ж.-д. магистраль Москва — Казань — Екатеринбург (пересекает реки Буй и Амзя по ж.-д. мостам на окраинах села). В селе находится станция Амзя, от которой отходит ж.-д. ветка в Нефтекамск.
Имеется местная автодорога от Раздолья (со стороны Нефтекамска), проходящая по автомосту через Буй далее на север — в Фоки, Вояды.

## История
Образовано в 1952 году в связи со строительством Амзинского лесохимического завода.
В 1963—2005 годах — посёлок городского типа.

## Население
| 1970 | 1979  | 1989  | 2002  | 2010  | 2021  |
| ---- | ----- | ----- | ----- | ----- | ----- |
| 4888 | ↘4227 | ↗4570 | ↗4834 | ↗4993 | ↘4214 |

(в 1959 г. — 2,6 тыс. чел.)
Национальный состав: башкиры — 36,4 %, русские — 31,5 %, татары — 23,8 %, марийцы — 4,7 %.
Согласно переписи 2020 года, преобладающая национальность — русские (37,8 %), татары (31,3 %), башкиры (22,6 %), марийцы (5,8 %).

## Инфраструктура
Средняя общеобразовательная школа, детский сад, детская школа искусств, дом культуры, больница, стадион им. Кудрявцева.

## Религия
В селе есть мечеть и православный храм Святой Великомученицы Варварыцерковь.